# Antonio de Oporto
Antonio de Oporto (1687, Oporto, Portugal - 1747, San Rafael de Onoto) fue un sacerdote que en 1723 llegó a la Misión de la Divina Pastora (Provincia de Coro), en la costa venezolana. Formó parte de la fundación de San Rafael de Onoto, actual Municipio San Rafael de Onoto, el 9 de mayo de 1726. Permaneció en este pueblo por espacio de 22 años, llegando a ser prefecto de los capuchinos. Murió a la edad de 60 años.